# 扎魯德奇
51°46′35″N 25°31′34″E / 51.77639°N 25.52611°E
扎魯德奇（烏克蘭語：Зарудчі），是烏克蘭的村落，位於該國西部沃倫州，由卡明-卡希尔斯基区負責管轄，始建於1789年，面積17.01平方公里，海拔高度147米，2001年人口1,190，人口密度每平方公里69.96人。